# هانلي (ستافوردشاير)
هانلي هي واحدة من المدن الست (بورسليم، لونغتون، فنتون، تونستول وستوك أبون ترينت) التي، اندمجت لتشكيل مدينة ستوك أون ترينت في ستافوردشاير، إنجلترا. تم تأسيس هانلي كمنطقة بلدية في عام 1857 وأصبحت منطقة مقاطعة مع مرور قانون الحكومة المحلية لعام 1888. في عام 1910، اندمجت مع بورسليم، تونستول، فنتون، لونغتون وستوك أبون ترينت لتشكيل في مقاطعة ستوك أون ترينت. كانت هانلي هي الوحيدة من بين المدن الست التي كانت منطقة مقاطعة قبل الاندماج؛ تم نقل وضعها إلى البلدة الموسعة. في عام 1925، بعد منح وضع المدينة، أصبحت واحدة من المدن الست التي تشكل مدينة ستوك أون ترينت.
هانلي هي مركز مدينة بحكم الواقع، حيث كانت لفترة طويلة المحور التجاري لمدينة ستوك أون ترينت. فهي موطن لمركز تسوق الفخار والعديد من المتاجر الكبرى.

## تاريخ

### أصل التسمية
يأتي اسم هانلي من كلمة "haer lea" التي تعني «المرج العالي» أو "heah lea" التي تعني «مرج الصخور».[بحاجة لمصدر]

### استخراج الفحم
في وقت من الأوقات، كان هناك العديد من مناجم الفحم في شمال ستافوردشاير. تم افتتاح منجم Hanley Deep Pit في عام 1854. كانت أعمق حفرة في حقل الفحم في شمال ستافوردشاير، حيث وصل عمقها إلى 1500 قدم. في ذروتها في الثلاثينات من القرن العشرين، كان يعمل فيها حوالي 2000 رجل وصبي ينتجون 9100 طن من الفحم أسبوعيًا. تم إغلاق الحفرة في عام 1962، لكن الكثير من أغطية الرأس وأكياس المفسد تُركت في مكانها. ثم، في الثمانينات، تم تطهير الموقع الأصلي وتنسيقه وتحويله إلى حديقة سنترال فوريست بارك. أشعل عمال مناجم الفحم في منطقة هانلي ولونغتون عام 1842 الضربة العامة وأعمال الشغب الفخارية المرتبطة بها. تم الانتهاء من قاعة حفر طريق الكلية في عام 1903.

### مهرجان الحديقة
أدى مهرجان حديقة ستوك أون ترينت لعام 1986 إلى استصلاح مساحات كبيرة من الأراضي الواقعة غرب منطقة وسط المدينة بما في ذلك مصانع الصلب السابقة في شيلتون، والتي كانت مهملة منذ عام 1978. عندما انتهى مهرجان الحدائق، ظلت الأرض مهجورة لبعض الوقت، قبل إعادة تطويرها جزئيًا إلى حدائق عامة وجزئيًا للبيع بالتجزئة والترفيه.

## النقل العام
في عام 2013، تم افتتاح محطة حافلات جديدة وحديثة في هانلي. حل هذا محل محطة الحافلات السابقة، في شارع ليتشفيلد. المحطة الجديدة هي المرحلة الأولى في مشروع التجديد الذي سيشهد هدم محطة الحافلات السابقة واستبدالها بمركز جديد يتكون من متاجر ومطاعم وسينما. محطة الحافلات الجديدة أصغر من سابقتها، وشهدت تغيير طرق مختلفة داخل وخارج المدينة لاستيعاب موقع محطة الحافلات الجديدة. تتميز محطة الحافلات بمنطقة انتظار محمية ومتجر سبار ومقهى ومراحيض، وتغطيها الدوائر التلفزيونية المغلقة، وتحتوي على جداول زمنية رقمية تعرض معلومات عن أوقات السفر لليوم، بالإضافة إلى Now / Next فوق مدخل كل خليج. يتم التحكم في الوصول إلى المحطة من خلال أبواب أوتوماتيكية، عند مدخل المشاة وخلجان الحافلات.
تربط محطة الحافلات الجديدة هانلي ببلدات في شمال ستافوردشاير، بالإضافة إلى بوكستون، وكرو، وشروزبري، وستافورد. يتم تشغيل معظم الخدمات بواسطة فيرست بوتريس، على الرغم من وجود عدد من المشغلين المستقلين الأصغر. بالإضافة إلى ذلك، تربط ناشيونال إكسبريس كوتش هانلي مع وجهات تشمل لندن وبرمنغهام وليفربول ومانشستر، مع خدمات موسمية إضافية إلى وجهات العطلات. كجزء من إعادة تطوير المدينة والمدينة الأوسع، سيتم بناء تقاطع جديد للحافلات في شارع جون، مما يسمح بهدم المحطة الحالية لإفساح المجال لمزيد من إعادة تطوير المدينة.
لم يعد لدى هانلي محطة سكة حديد، ولكن كانت هناك محطة واحدة تقع في شارع ترينيتي، على خط بوتريز لوب، الذي تم افتتاحه بواسطة سكة حديد نورث ستافوردشاير للركاب في 13 يوليو 1864. نجت المحطة لمدة 100 عام - تم إغلاقها في عام 1964، وأصبحت الأرض الآن ساحة انتظار للسيارات. أقرب محطة سكة حديد هي ستوك أون ترينت.
هانلي مرتبطة أيضًا بشبكة الممرات المائية؛ يلتقي بقناة ترينت وميرسي في فستيفال بارك، كما أنه متصل بشرق البلاد عبر قناة كولدون.

## مشاهير

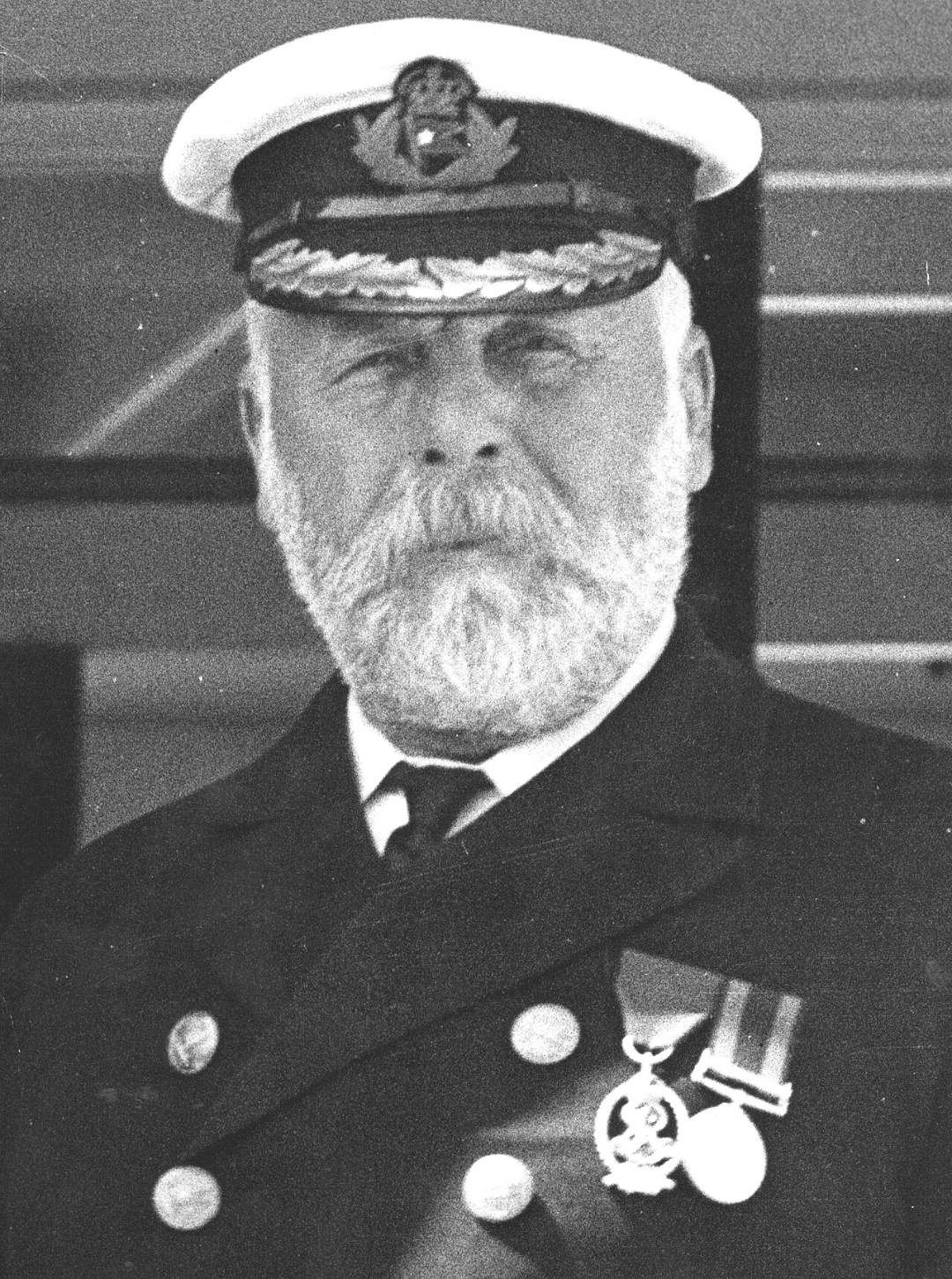
إدوارد ج. سميث، كابتن تيتانيك وضابط في البحرية البريطانية

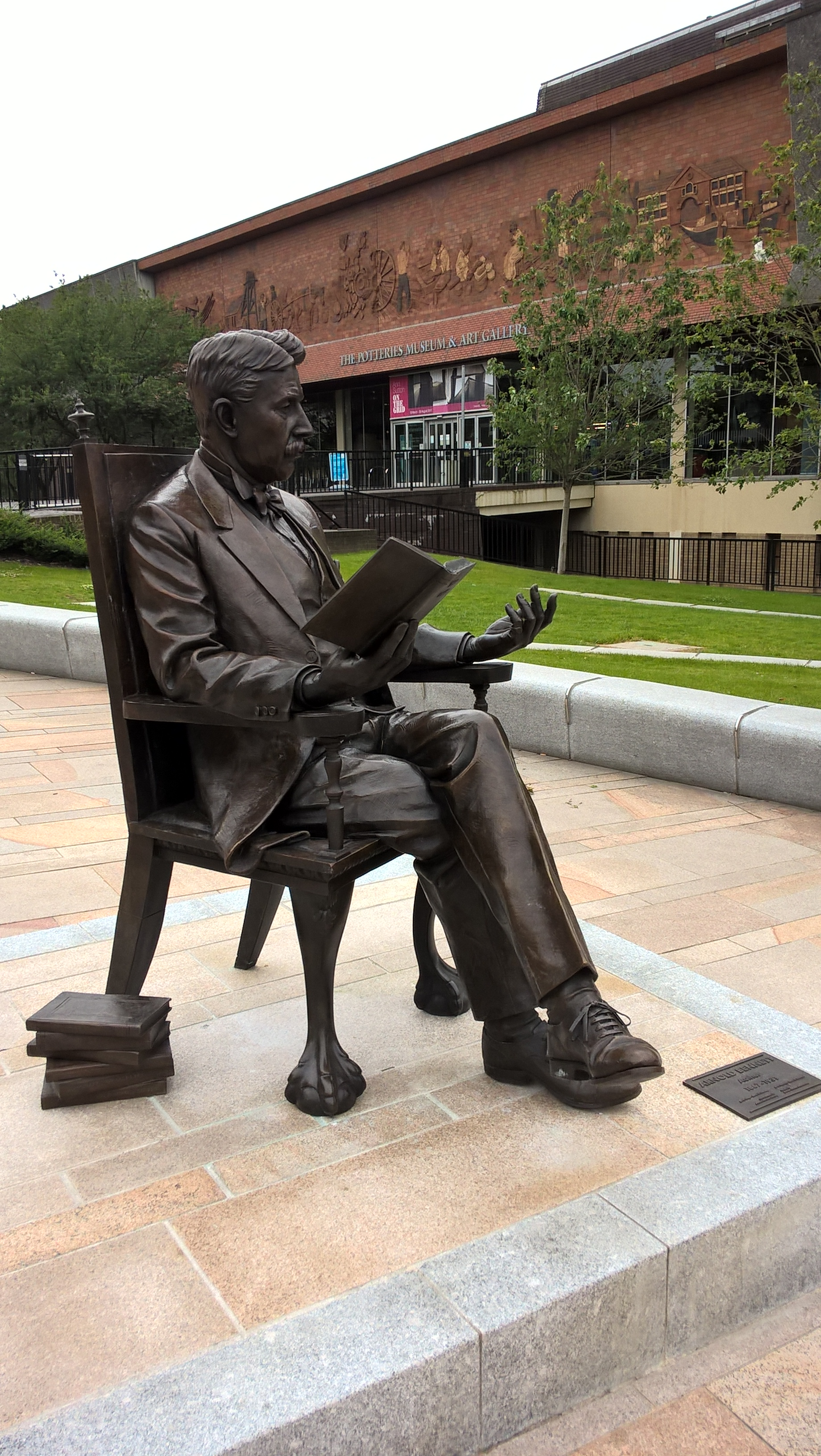
تمثال لأرنولد بينيت خارج متحف الفخار ومعرض الفنون في هانلي

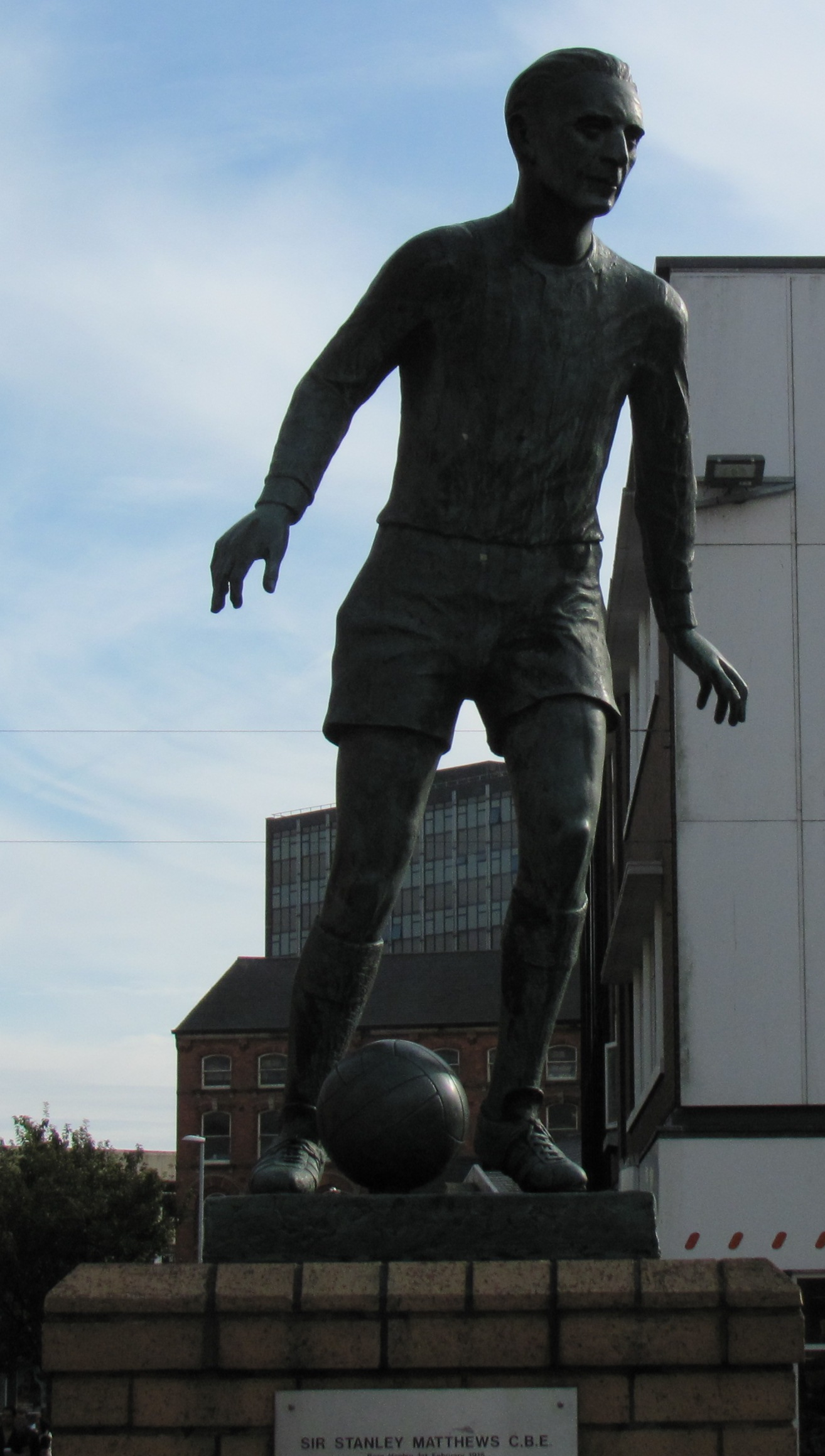
تمثال السير ستانلي ماثيوز في وسط المدينة

- سارة بينيت (1850-1924)، سوفراجيت، عضو الاتحاد الاجتماعي والسياسي للمرأة، إصلاحية اجتماعية عملت في هانلي.
- إدوارد سميث (1850-1912) ضابط البحرية التجارية، قبطان تيتانيك، الذي نزل مع السفينة.
- أرنولد بينيت (1867-1931) كاتب وروائي،[6] لكنه عمل أيضًا في المسرح والصحافة والدعاية والأفلام.
- هانلي ستافورد (1899-1968)، ممثل بشكل أساسي في الراديو.[7]
- جون فوريستر (1924-2007) سياسي من حزب العمال[8] نائب عن ستوك نورث 1966-1987.
- جيف كينت (مواليد 1951) أكاديمي،[9] موسيقي ومؤلف ومؤرخ.

### الرياضة
- بيل رولي (1865-1939) لاعب كرة قدم،[10] 124 ظهورًا لفريق ستوك سيتي كحارس مرمى.
- هوراس أوستربري (1868–1946) مدير كرة القدم،[11] أدار نادي ستوك سيتي 1897–1908.
- ألف أندروود (1869–1928) لاعب كرة قدم،[12] لعب 130 مباراة لفريق ستوك سيتي.
- توماس هولفورد (1878-1964) لاعب كرة قدم،[13] 474 مباراة مع نادي ستوك سيتي ومانشستر سيتي، وبورت فايل.
- آرثر بوكس (1884-1960) لاعب كرة قدم لعب كحارس مرمى، أكثر من 100 مباراة لفريق بورت فايل، ستوك سيتي إف سي وبرمنغهام سيتي.
- السير ستانلي ماثيوز، (1915-2000) لاعب كرة قدم،[14] أحد أعظم لاعبي كرة القدم البريطانية، 693 مباراة مع نادي ستوك سيتي وبلاكبول.
- ليس ويست (مواليد 1943) راكب دراجة،[15] شخصية سائدة خلال الستينات والسبعينات من القرن العشرين.
- تيري ألكوك (مواليد 1946) لاعب كرة قدم سابق،[16] لعب 330 مباراة بالدوري بشكل أساسي مع نادي بورت فايل وبلاكبول.

## روابط خارجية
- هانلي - إحدى المدن الست
- متحف الفخار ومعرض الفنون، هانلي
- استخدم الخرائط التفاعلية للعثور على صور وأشياء تاريخية لهانلي القديمة[وصلة مكسورة]
- لمحة عن المدينة في The Sentinel (صحيفة محلية)